# Michael Bielický
Michael Bielicky (* 12. Januar 1954 in Prag) ist ein tschechisch-deutscher Medienkünstler. Er war Professor für Medienkunst an der Staatlichen Hochschule für Gestaltung (HfG) in Karlsruhe.

## Biografie
Bielický lebte nach der Kindheit in Prag. Seine Eltern hatten in der Slowakei mit Hilfe gefälschter Ausweise den Holocaust nur knapp überlebt. Ab 1969 wohnte er in der Bundesrepublik Deutschland, wo er in eine jüdische Gemeinde aufgenommen wurde. Von 1975 bis 1978 studierte er Medizin an der Heinrich-Heine-Universität in Düsseldorf. Zwischen 1980 und 1981 war er für lange Aufenthalte in den USA und fotografierte dort Architektur und Personen. In New York City arbeitete er als Droschkenkutscher im Central Park. Viel dokumentarisches Fotografie- und Filmmaterial entstand in dieser Zeit, das sich (teils bearbeitet) in seinem späteren Hauptwerk wiederfindet. 1981 kehrte er nach Deutschland zurück. Von 1981 bis 1984 arbeitete er als Fotograf für das Magazin Monochrom. 1984 bis 1990 studierte er an der Kunstakademie Düsseldorf, zunächst bei Bernd Becher und 1987 als Meisterschüler von Nam June Paik, dessen Assistent er nach dem Abschluss bis 1991 blieb. 

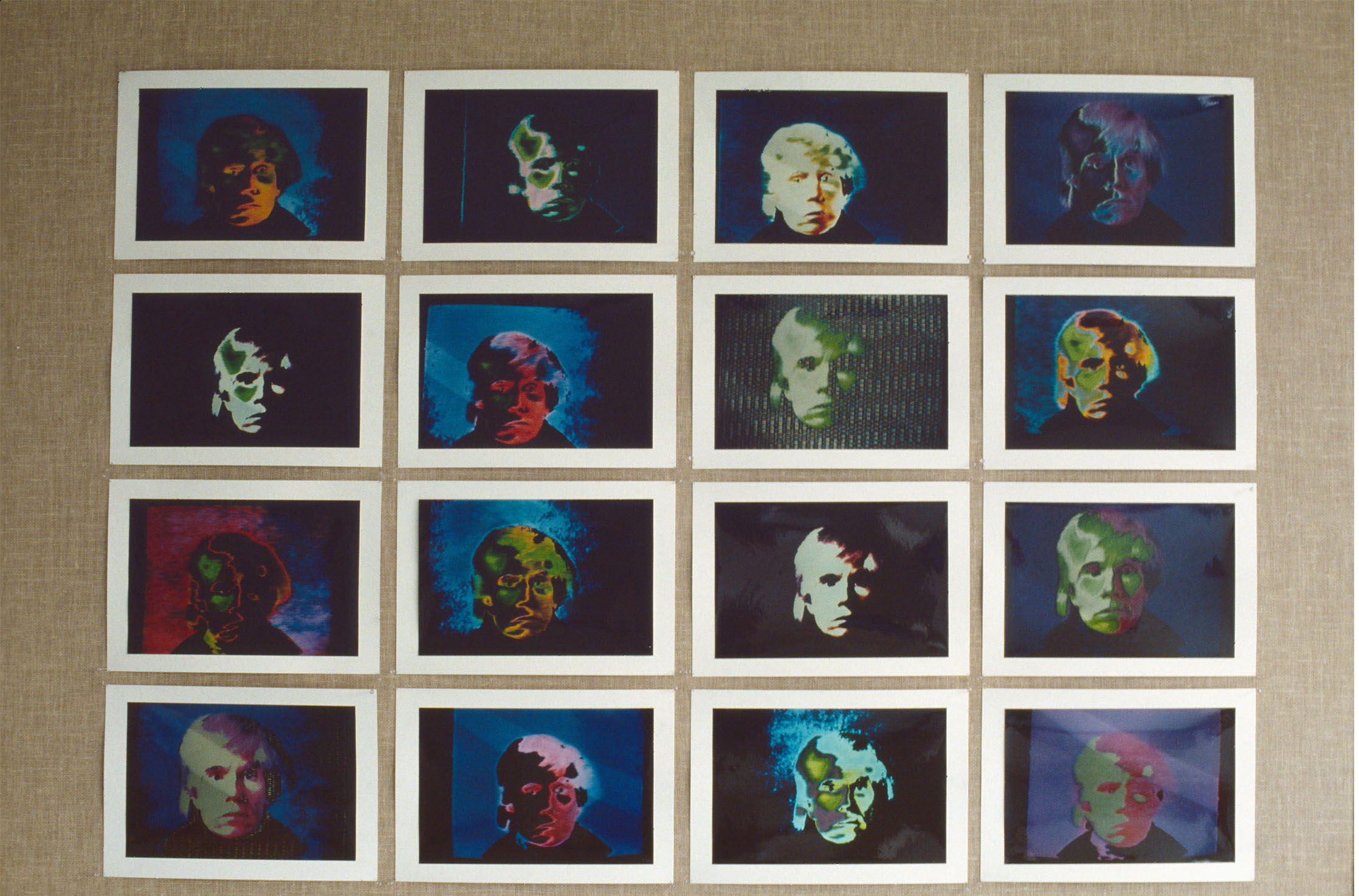
Digital Andy, Fotodrucke

Bielicky wurde 1991 als Professor an die Akademie der Bildenden Künste Prag (AVU) berufen, um die Abteilung für Neue Medien zu gründen, und blieb bis 2006. Parallel arbeitete er eng mit dem Goethe-Institut Prag zusammen und organisierte seit 1991 mehrere Symposien zum ebenfalls in Prag geborenen Vilém Flusser, dem Philosophen und Kommunikationswissenschaftler, dem er auch im experimentellen Dokumentarfilm Flussers Fluss (1990) kurz vor dessen Tod (1991) ein Denkmal setzt. Er konzipierte im Auftrag des Soros Centre for Contemporary Art in vielen Teilen Osteuropas neue Medienkunstabteilungen und -labs.
Von 1995 bis 1996 war er wissenschaftlicher Berater für Kultur und Technologie für den Europarat in Straßburg. 1996 war Bielicky Mitbegründer des Institute of Unstable Thoughts in Kiev, Ukraine. 1997 arbeitete er mit dem High-Tech-Center Babelsberg in Potsdam zusammen. Seit Mitte der 1990er Jahre arbeitet Bielicky im ZKM an zwei innovativen Forschungsprojekten: zum einen am Virtual Set Project aus dem u. a. das Werk Delvaux’s Dream (1998–99) hervorgegangen ist,; zum anderen an einem interaktiven 360°-Environment-Projekt für Volkswagen an der Autostadt Wolfsburg mit dem Namen Room with a View (1999–2000). Seit 2002 trug er zur Etablierung des ersten Neue-Medien-Abteilung an der Chiang Mai Universität in Nordthailand bei.
Von 2006 bis zu seinem Ruhestand 2023 war Bielicky Professor für Neue Medien an der Hochschule für Gestaltung Karlsruhe mit Schwerpunkt Digital Media Arts. Die Verlängerung seines Vertrags vor dem Ruhestand ist Gegenstand eines Rechtsstreit mit der Hochschule. Bielický macht sein Engagement gegen die BDS-Kampagne für den Konflikt verantwortlich.

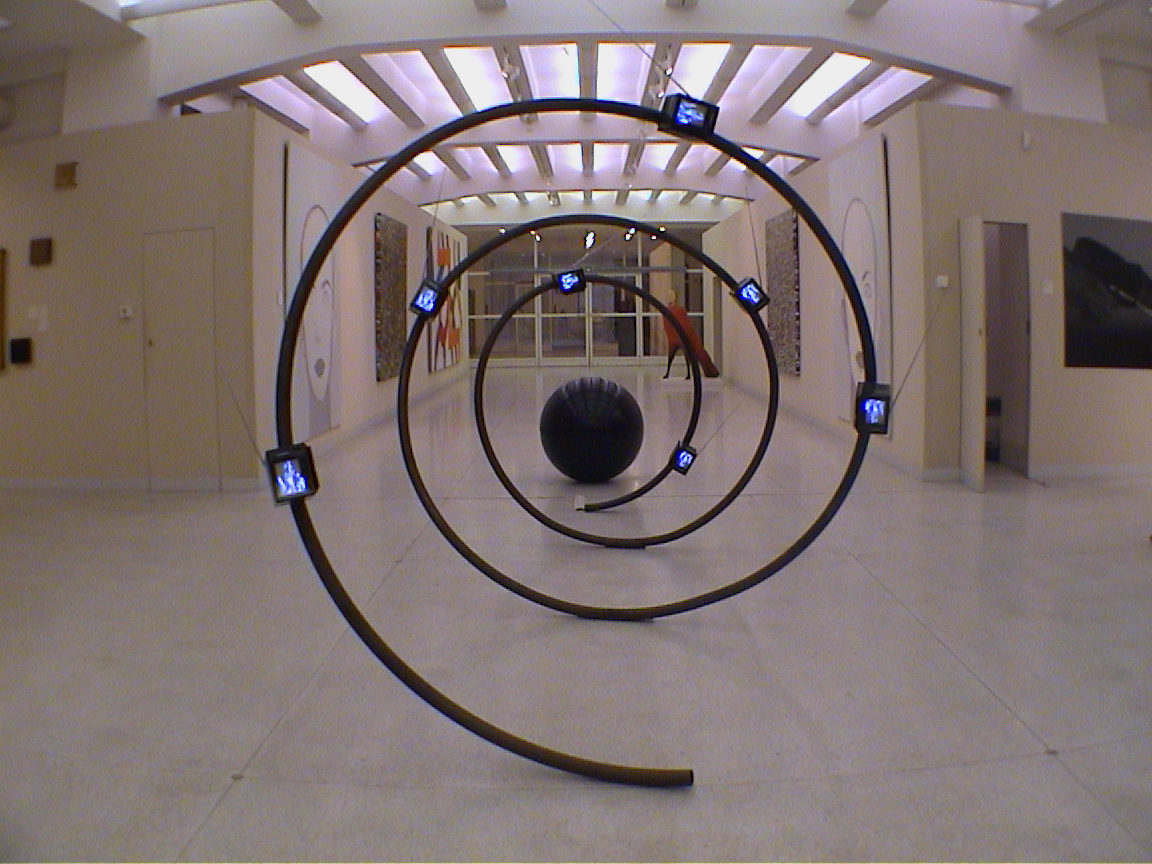
Der Name, Nationalgalerie Prag.

## Werke
1986 war »Perpetuum Mobile« eines von Michael Bielickys ersten in Düsseldorf produzierten Videoarbeiten. Bielicky nutzte in seiner künstlerischen Praxis viele technische Möglichkeiten, angefangen von Stop-Motion über U-Matic, Time Base Corrector mit DOC (Drop-Out-Kompensation) bis hin zu GPS, Internet und Echtzeitdaten.
In den 1980er Jahren entwickelte er Techniken, um die ersten digitalen Videobearbeitungsmaschinen kreativ zu gebrauchen, um sein Videomaterial zu verändern, zu verzerren und neu zu arrangieren, ähnlich wie 1966 in der ersten Ausstellung seines Mentors Nam June Paik, bei der dieser Magnete benutzte, um die Wiedergabe seiner eingesetzten Fernsehgeräte zu verzerren. Werke wie Four Seasons (1984), Circulus viciosus (1985) und Paik-Hat (1986) stellten lineare Schnitttraditionen durch Schnitttechniken und Stop-Motion in Frage, wohingegen Perpetuum Mobile (1986), Next Year in Jerusalem (1988) und Golem is Alive (1989) schon auf digitale Schnitttechniken setzten, um Videos zu schaffen, die von den Gespenstern der frühen osteuropäischen Medienkultur heimgesucht scheinen. 1989, im selben Jahr, in dem Golem Is Alive erschien, erweiterte Michael Bielicky die zweidimensionale Leinwand in den Ausstellungsraum. Mit seiner Menorah/Inventur (1989) ließ er den Bildschirmrahmen in den Hintergrund treten und löste ihn in einer symbolträchtigen Skulptur auf, einem der Hauptsymbole der Jüdischen Religion. Sein Werk Menora/Inventur ist das erste Werk, das der Gründer Heinrich Klotz für das Zentrum für Kunst und Medientechnologie Karlsruhe in seinem Gründungsjahr 1989 erworben hat. Das Zentrum für Kunst und Medientechnologie Karlsruhe ist das erste Museum weltweit, das sich seit seinem Gründungsjahr auf Medienausstellungen konzentriert.
Mit seinen Werken Exodus (1995) und Intelligent Mailman (1994), die Mithilfe von – im ersten Fall – israelischer Militärtechnik entstand und damals als Werke der Telepräsenz (1995), bzw. Intelligentem Ambiente (1994) auf der Ars Electronica präsentiert wurden, ist er für die ersten beiden Werke innerhalb des Kunstkontextes überhaupt verantwortlich, die unter der Verwendung der GPS-Technik entstanden.
Ein Jahr später, 1990, hob er die religiöse Symbolik auf und brachte seine Videokunst im universellen wissenschaftlich-technischen Symbol, der Spirale, unter:
„Die Information bewegt sich durch den Raum und die Zeit immer in der gleichen Form. Sie manifestiert sich in einer Spirale. Der genetische Code wird in der Doppel-Helix-Spirale gespeichert genauso wie die Information in den zwei Rollen der Thora. der heiligen Schrift des Judentums. Wie die Laute der menschlichen Sprache in Form von Wellen (Spiralen), so bewegt sich unser Sonnensystem in gleicher Weise durch den Raum. Computerdisketten und Videobänder speichern Information spiralförmig.“
Der Name (1990), ein Werk, das rein technisch zwar der Menorah/Inventur ähnlich ist (die kleinen Fernseher sind Empfänger für eine Videoquelle in der Nähe, Feuer und Bildschirme sind als Symbol und Mittel der Kommunikation verflochten), ist die bei näherer Betrachtung die perfekte Balance von technischer Expertise und historisch-kultureller Mystik. Bielicky entlarvte die Technologie als ein Metanarrativ unter vielen. 1987 untersuchte Bielicky filmisch die Zerstörung von Joseph Beuys’ 'Fettecke’ in Zusammenarbeit mit Ricardo Peredo Wende. Die daraus entstandene dokumentarische Videoskulptur ist ein Who’s who von Beuys Schülern und Anhängern sowie eine Kaskade teils absurder, teils faszinierender Erklärungen, warum und wie dieser Fall der völligen Kunstunkenntnis eines Hausmeisters Auswirkungen auf die Zukunft der Kunst als Kunst hat. In einem einzigartigen und wieder technologisch wegweisenden Projekt versuchte Bielicky den biblischen Exodus im Prototyp dessen zu verewigen, was wir heute alle als Internet kennen. 1995 machten sich Bielicky und einige Kollegen – in einem Jeep, der mit High-End-Technik ausgestattet war – auf, um die Exodusroute in der Wüste Negev nachzufahren und nachzuvollziehen, indem sie GPS-Daten sammelten und sie auf einer der ersten Websites speicherten. Dieses Projekt, wieder an der Schnittstelle von Religion und Technologie, markiert einen Wendepunkt in Bielickys Arbeit: die ausgestellte Technik scheint nicht mehr von (Medien-)Gespenstern verfolgt – das mit The Name (1990) erreichte Gleichgewicht kippt hin zur Technik: Bielicky zeichnet die biblische Geschichte wissenschaftlich nach, objektiv und ohne mythologische Bemühungen. 1994 beginnt er dann mit GPS im Kunstkontext zu experimentieren: Seine Arbeit Intelligent Mailman (1994) ist weltweit die erste ihrer Art und markiert den Beginn zahlreicher Grundlagenforschungsprojekte zur interaktiven Medienkunst.

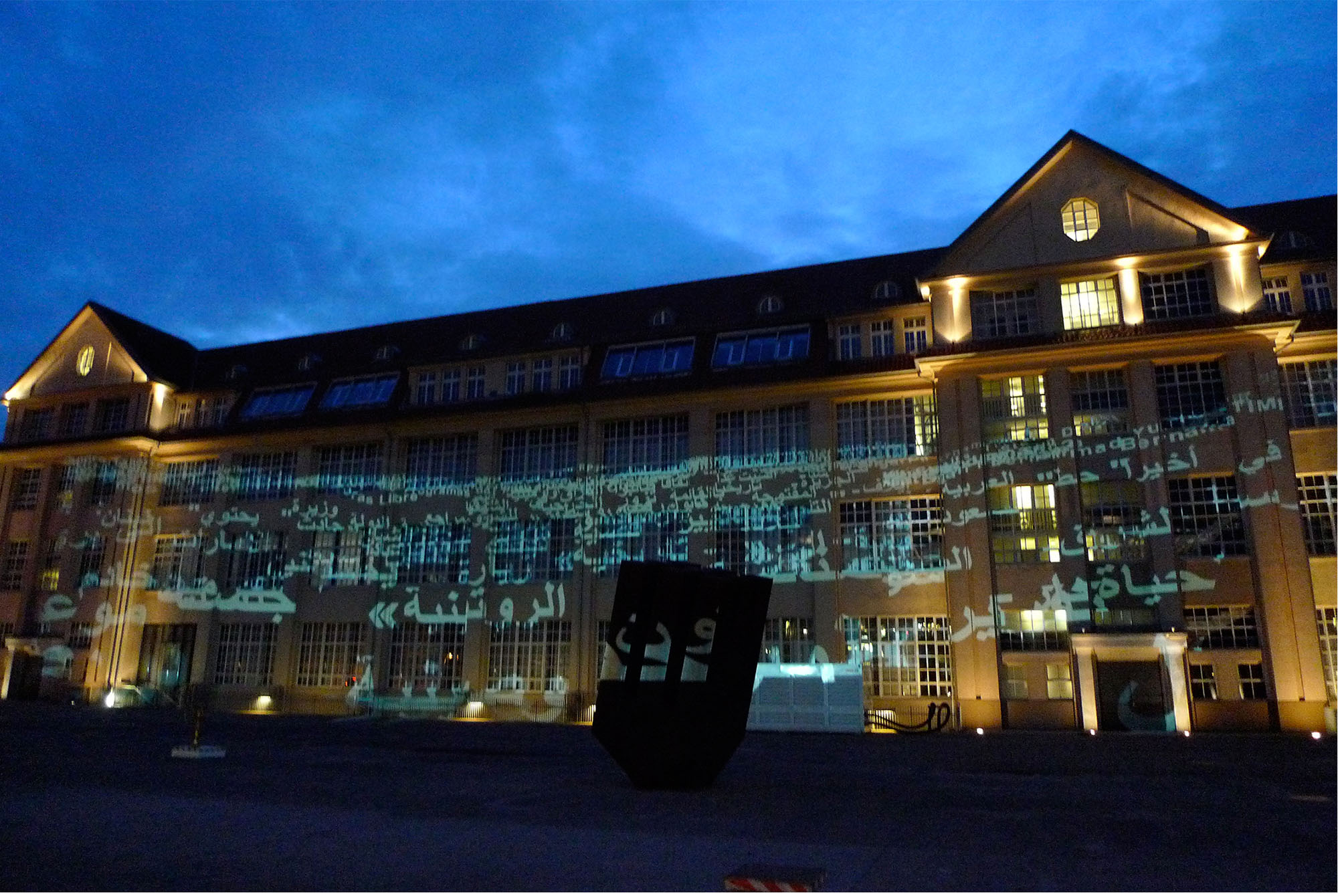
Columbus 2.0, interaktive Installation von Kamila B. Richter und Michael Bielicky (Software, Steuerrad, Projektoren), ZKM, Karlsruhe

Seit 2005 entwickelt Bielicky – in Kooperation mit Kamila B. Richter – webbasierte, oft interaktive Projekte, gesteuert von Echtzeitdaten aus dem Internet. Markt- und Börsendaten, Nachrichten-, Twitter- und viele andere Datenströme steuern die animierten Geschichten des Künstlerduos. Die ersten zwei webbasierten Projekte mit Richter sind Columbus 2.0 und Falling Life / Times (mit einem Vorgänger namens Falling Stars). Columbus 2.0 wurde in Wuhan (2007), Sevilla (2008) und Thessaloniki (2011) gezeigt, während Falling Life / Times in Barcelona (2007), São Paulo (2008) und New York (2008) gezeigt wurden.

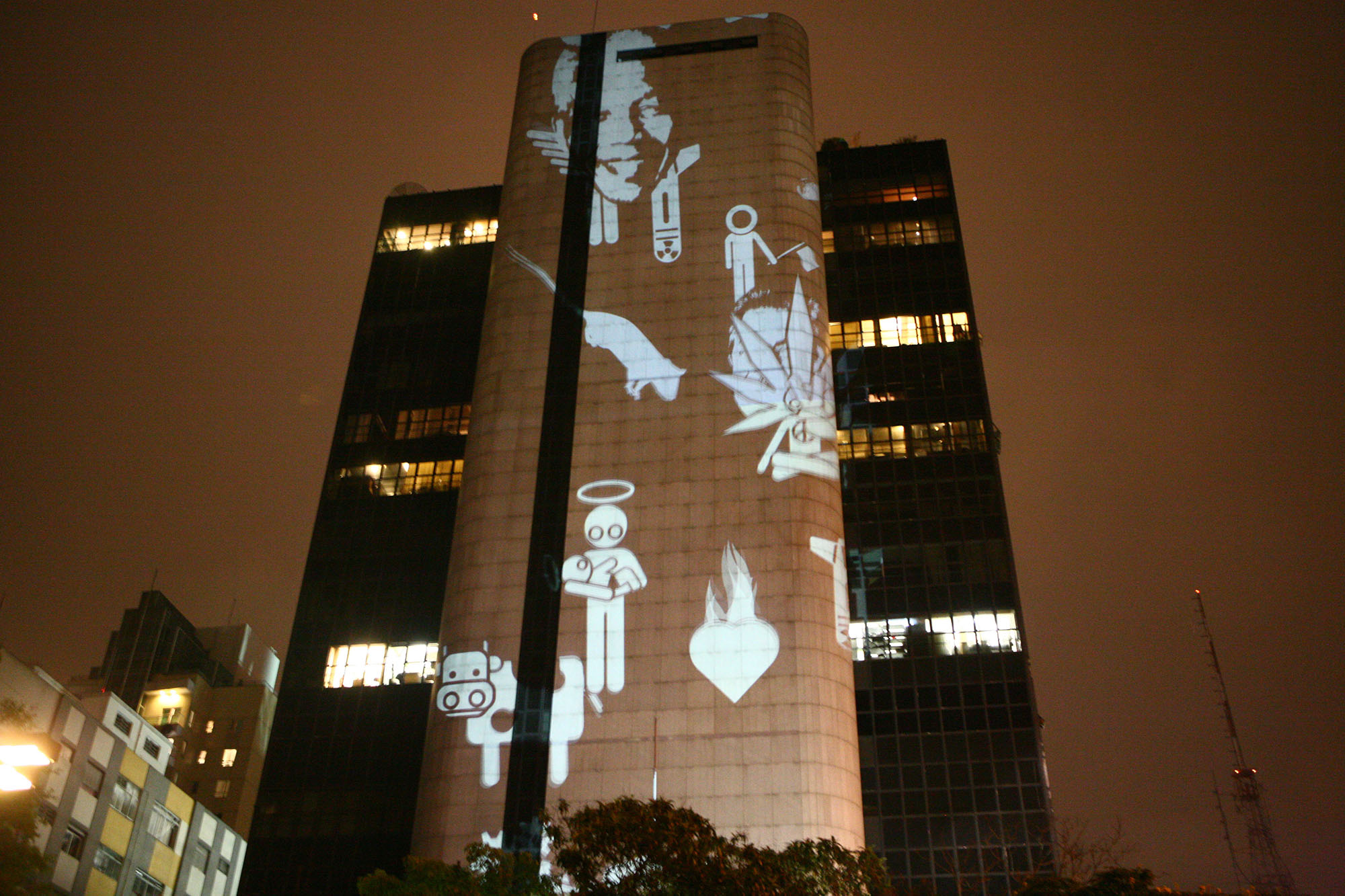
Falling Times, Go Public Avenida Paulista, Sao Paulo. Software (Flash), Projektoren, Wolkenkratzer

Des Weiteren entstanden vier große Werkgruppen: die Falling-Gruppe (2005–2010), die Garden-Gruppe (2010–2013), sowie die Columbus-2.0 (2008–2011) und Data Dybukk-Gruppe (2015–2018). Die beiden ersten Gruppen basieren nach eigenen Angaben auf einer maßgeschneiderten Flash-, die beiden letzteren auf einer maßgeschneiderten Javaprogrammierumgebung.

Spätere webbasierte Projekte mit Richter sind The Garden of Error and Decay und Why Don’t We. Die Garden of Error und Decay-Serie nimmt die Text-zu-Piktogramm-Konverter-Algorithmen von Falling Times auf und stellt den generierten Piktogrammen Texte an die Seite, jene Texte, die gleichzeitig der Quellcode der Generierung der Piktogramme sind – vor einem Garten-Eden-Hintergrund, kombiniert mit den Wellenbewegungen aus Columbus 2.0. Ausstellungsbesucher können interaktiv in das Geschehen eingreifen. Der Garden of Error and Decay wurde in Wuhan (2009), Moskau (2011), Wien (2011, 2012), Seoul (2013) und Karlsruhe (2013) gezeigt.

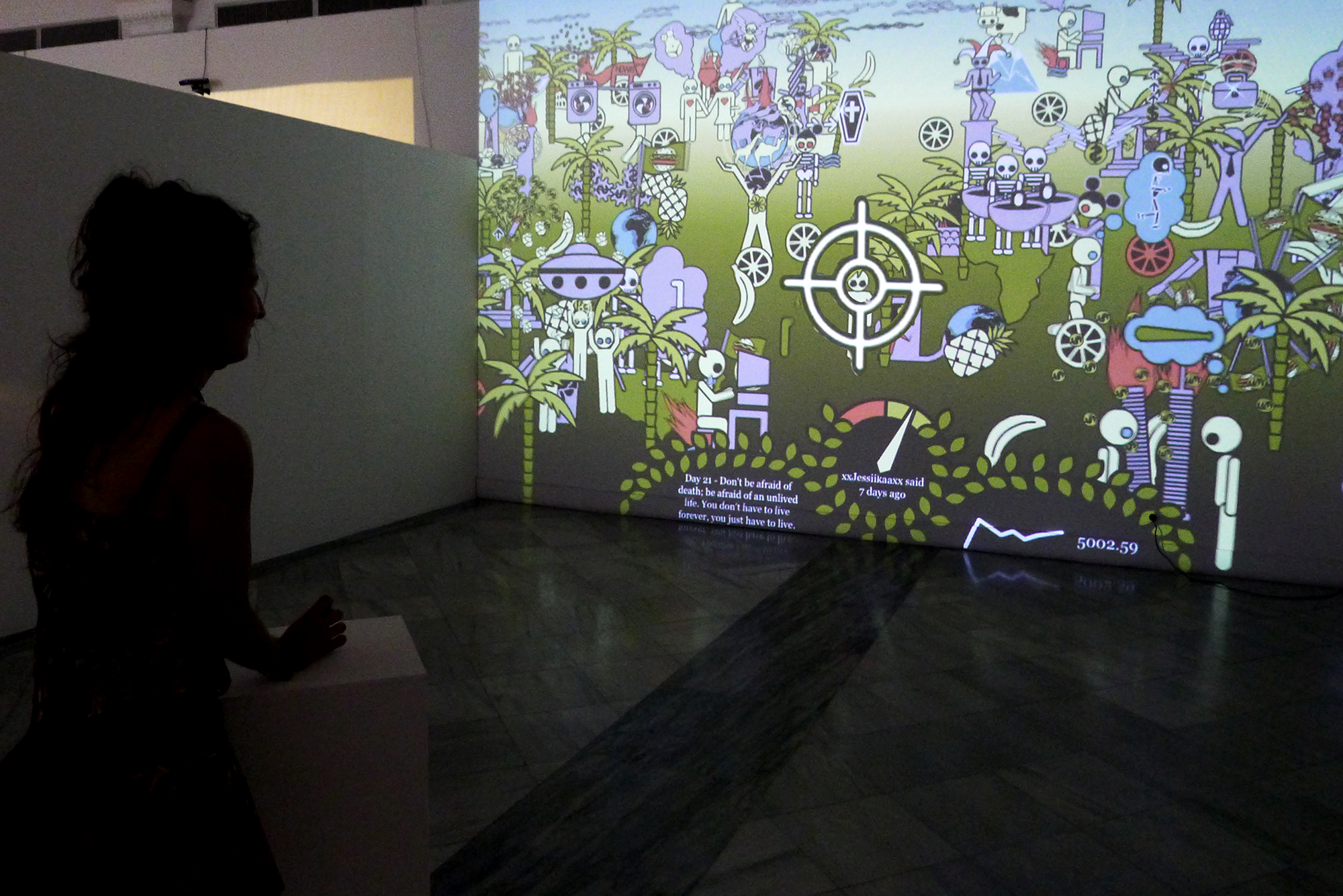
Garden of Error and Decay (Joystick, Software (Flash), Projektoren), interaktive Installation, von Twitter und Börsendaten gesteuert

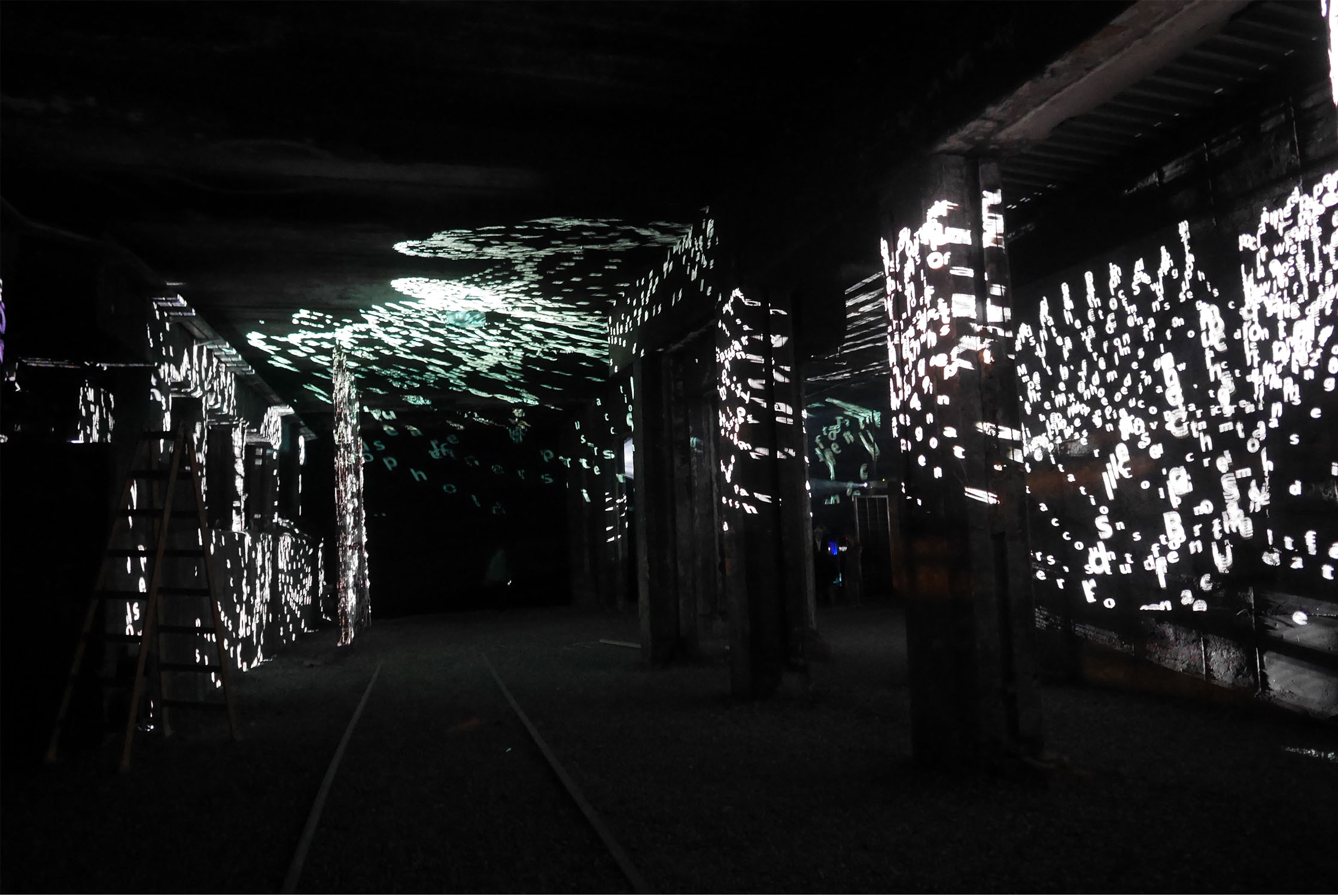
Data Steel, Colours of Ostrava. Software (Java), Projektoren, altes Eisenwerk

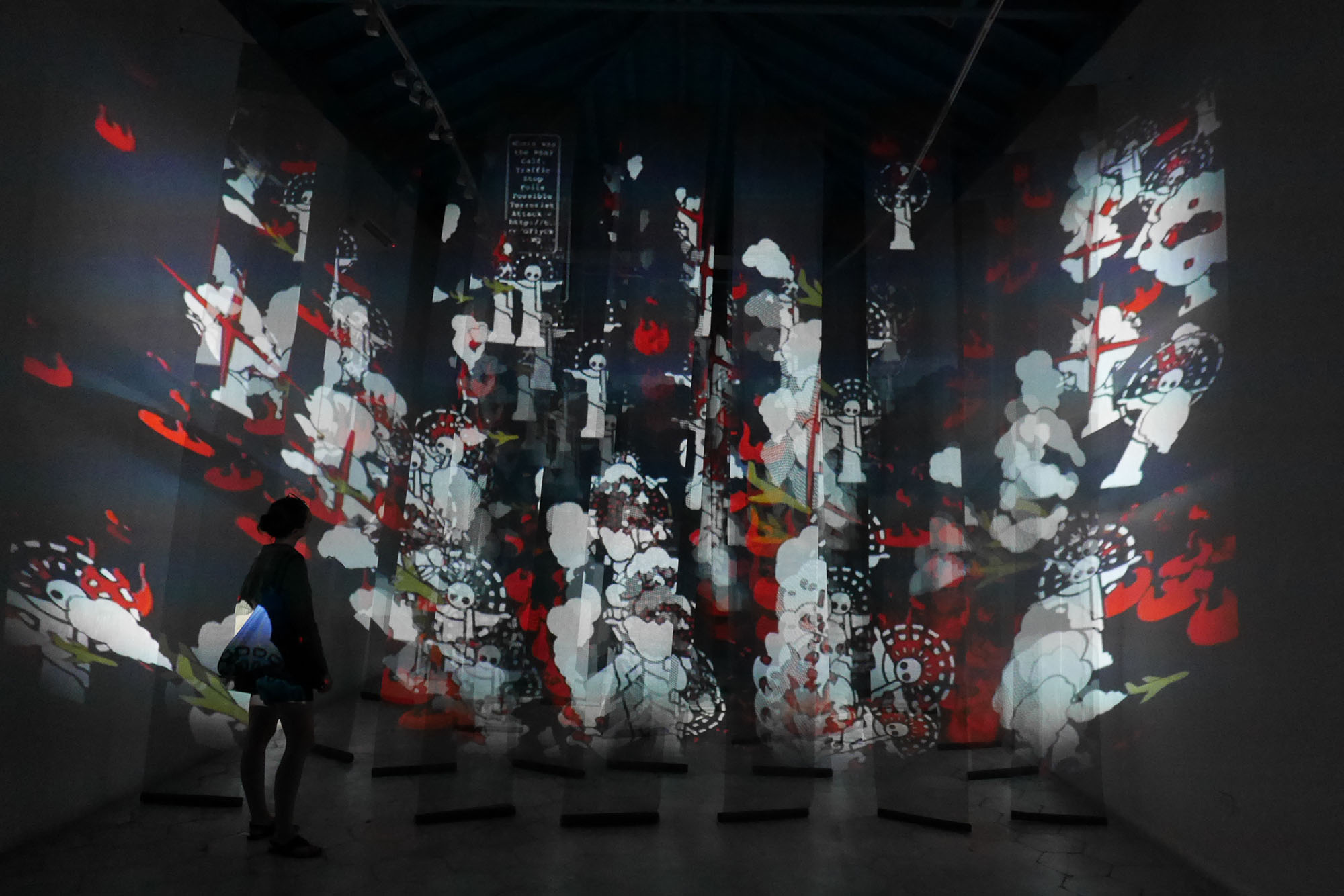
Lost (Version), Extrakt aus der Oper Lost Objects, Centro Contemporaneo Wifredo Lam, Havana. Software (Flash), Projektoren, durchsichtige Stoffbahnen

Bei der Why-Don’t-We-Reihe wird eine Nachricht ausgewählt, dem Besucher vor schwarzem Hintergrund angezeigt und dann automatisch eine Kurzgeschichte aus generierten Piktogrammen erzählt und visualisiert, bis der nächste digitale (Nachrichten-)Text und der nächste angezeigt wird. Why Don’t We wurde in Wien (2013), Berlin (2013) und Bad Rothenfelde (2014, 2017) gezeigt.
Passend zu einem 2015 entwickelten Projekt von Bielicky und Richter wurde Lost Objects im Nationaltheater Prag. Neben Einzelausstellungen in Straßburg (2016) und Havanna (2017) setzten Bielicky und Richter einige Werk-Serien in Relation zueinander in Szene.
Das Werk Narzisstische Maschine (2018) ist nach Angabe Bielickys das erste Werk einer neuen Werkgruppe und der Beginn eines Schaffens in einer technisch wie ästhetisch neuen Programmierumgebung.

## Ausstellungen
Bielickys erste Einzelausstellung fand 1988 in der Cité Internationale des Arts Paris in der großen Glasfrontgalerie im zweiten Stock statt, die den Stipendiaten vorbehalten war. Die erste große Retrospektive seiner Arbeiten in Zusammenarbeit mit Kamila B. Richter fand im Centro de Arte Contemporáneo Wifredo Lam in Havanna, Kuba, statt. 
Im Jahr 1991 wurde eine Ausstellung über Bielickys Videoskulptur The Name (1990) in der Galerie Montevideo in Amsterdam, Niederlande, gezeigt.
Bielickys Arbeiten erschienen darüber hinaus in wichtigen Gruppenausstellungen wie São Paulo Biennale (1987), Videonale (1988, 1990, 1992), Multimediale 2 (1991), Ars Electronica (1992, 1994, 1995), Global Contemporary (2011), Havanna Biennale (2012) und Globale (2015).

## Auszeichnungen und Stipendien (Auswahl)
- 1988 Ehrennennung 3. Marler Video-Kunst-Preises[51]
- 1988 Stipendium der Cité Internationale des Arts de Paris, Paris
- 1999–2000 leitender Gastkünstler (produced@) am ZKM Karlsruhe[52]
- 2000 Prix Ars Electronica, Ehrennennung für Cyber Arts für Room With A View[53]

### Eigene Texte (Auswahl)
- mit Keiko Sei: Die Letzten Tage. In: Friedemann Malsch (Hrsg.): Parallele Kunst – Ein Rückblick auf die 80er Jahre. Köln, Kunstforum international, Band 117. 1992. S. 75–76.
- mit Alena Kucerova: Od Videoartu k interaktivnim umenim. (Interview). In: Alena Kucerova (Hg.). Video + Film (monatlich erscheinendes Magazin). Prag, Informacni a poradenske stredisko pro mistni kulturu. 1993.
- Big Sleep. In: Klaus Bußmann (Hrsg.): Nam June Paik, eine data base: la Biennale di Venezia, XLV Esposizione Internazionale d'Arte. Ed. Cantz, Stuttgart 1993. S. 148B, ISBN 978-3-89322-573-6.
- Der Weg ins Immaterielle. In: Susanne Rennert, Stephan von Wiese (Hrsg.): Students of Paik: 1978 – 95, video dreams. Kunstmuseum im Ehrenhof. Düsseldorf 1996, S. 22ff.
- Time-Space-Nothing. In: Susanne Rennert, Stephan von Wiese (Hrsg.): Students of Paik: 1978 – 95, video dreams. Kunstmuseum im Ehrenhof, Düsseldorf 1996, S. 22ff.
- On Spaceless Space. In: Raymond Weber, Vaclav Havel (Hrsg.): Conference on A New Space for Culture and Society: 19.-23. November 1996. Council of Europe, Strasbourg 1996, S. 16.
- Hypertext. In: Olga Shishko, Irina Alpatova (Hrsg.): NewMediaLogia – NewMediaTopia (lecture series). Soros Center for Contemporary Arts, Moskau 1996, S. 171ff.
- Die Fotografie hat längst ihre Zweidimensionalität verloren. In: Tamara Horakova, Ewald Maurer, Johanna Hofleitner, Ruth Maurer-Horak (Hrsg.): Image: /images: Positionen zur zeitgenössischen Fotografie. Passagen Verlag, Wien 2002, S. 277ff, ISBN 978-3-85165-515-5.
- Unsere „zionistischen Ideen“. In: Signe Rossbach (Hrsg.): So einfach war das: jüdische Kindheiten und Jugend seit 1945 in Österreich, der Schweiz und Deutschland. Eine Ausstellung des Jüdischen Museums Hohenems in Zusammenarbeit mit dem Jüdischen Museum Berlin. Jüdisches Museum, Hohenems, 2002, S. 22–24, ISBN 978-3-8321-7818-5.
- Nam June Paik In-Between. In: Nam June Paik & Media Art: Proceedings of MAC2002. Yonsei University, Seoul 2002, S. 65–67.
- Obrazy ztratily dvourozmernost (Die Bilder haben ihre Zweidimensionalität verloren). In: Sebastian Pawlowski (Hrsg.): Tyden – Komunisti mezi námi (Journal). Prag, Mediacop s.r.p.. 9/2003.
- Prague – A Place of Illusionists. In: Jeffrey Shaw, Peter Weibel (Hrsg.): Future cinema: the cinematic imaginary after film. MIT Press, Cambridge 2003, S. 96–101.
- Media Golem: Between Prague and ZKM. In: Mel Alexenberg (Hrsg.): Educating Artists for the Future: Learning at the Intersections of Art, Science, Technology and Culture. University of Chicago Press, 2008, S. 193ff., S. 238. ISBN 978-3-211-82709-3.
- Praga Magica. In: Jens Lutz, Miriam Stürner, Daria Mille-Rassokhina, Judith Bihr, Anett Holzheid (Hrsg.): Art in Europe 1945–1968: the Continent that the EU does not know. Supplement to the exhibition catalogue, ZKM, Karlsruhe 2016, S. 29–31.
- mit Clemens Jahn, Matteo Pasquinelli: Die Identitätsfrage: Künstler/in oder Theoretiker/in? – Ein Gespräch. In: Clemens Jahn (Hrsg.): Jahresbericht der Staatlichen Hochschule für Gestaltung Karlsruhe 2015–2016/The Karlsruhe University of Arts and Design Annual Report 2015–2016. Staatliche Hochschule für Gestaltung, Karlsruhe 2017, S. 157–172, ISBN 978-3-930194-21-6.

### Interviews (Auswahl)
- Lubor Benda, Michael Bielicky: Mezi Botticellim A Teslou. (Zwischen Botticelli und Tesla) Interview. In: Dalibor Kubik, Ivan Adamovic (Hrsg.): Zivel Cislo 9. Journal, Prag, IMEDIA s.r.o.. 04/1998. S. 34–37.
- Pepe Rojo, Michael Bielicky: Movimiento Perpetuo. (Perpetuum Mobile) Interview. In: Norma Lazo (Ed.) Complot 69 – Arte y Tecnología. 10/2002.

### Kataloge (Gruppen- und Soloausstellungen)
- Axel Klepsch (Hrsg.), Vilém Flusser, Nam June Paik (Authors): Discover European Video: Anthology Film Archives, New York November 17-November 25, 1990. Düsseldorf 1990, S. 11, 46.
- Ginette Major (Hrsg.): Images du futur '91: 31 mai – 22 septembre, cité des arts et des Nouvelles technologies de Montréal. 1991, S. 18.
- Heinrich Klotz (Hrsg.): MultiMediale 2: Festival 28.5. – 2.6.1991. S. 44, und S. 158. ISBN 978-3-928201-01-8.
- Karl Gerbel, Peter Weibel (Hrsg.): Die Welt von innen, Endo & Nano (Ars Electronica 92). Veritas-Verlag, Linz 1992, S. 126 ff, ISBN 978-3-901196-04-1
- Karl Gerbel, Peter Weibel (Hrsg.): Intelligente Ambiente (Ars Electronica). PVS Verleger, Wien 1994, S. 82ff, ISBN 978-3-901196-13-3.
- Pavel Scheufler, Raduz Cincera, Jaroslav Vancat (Hrsg.): The Czech Electronic Picture: The Inner Sources/Cesky Obraz Elektronicky: vnitrni zdroje. Mánes Praha. 1994.
- Karl Gerbel, Peter Weibel (Hrsg.): Mythos Information: welcome to the wired world. Springer, Wien, New York 1995, S. 214ff, ISBN 978-3-211-82709-3.
- Susanne Rennert, Stephan von Wiese (Hrsg.): Students of Paik: 1978-95, video dreams (mixed pixels). Kunstmuseum im Ehrenhof, Düsseldorf 1996, S. 22ff und S. 132.
- Hubertus von Amelunxen, Dieter Appelt, Peter Weibel (Hrsg.): Notation: Kalkül und Form in den Künsten. ZKM, Karlsruhe 2008, S. 176, ISBN 978-3-88331-123-4.
- Christoph Blase (Hrsg.): 40jahrevideokunst.de – Teil 2. Hatje Cantz Ostfildern 2010, S. 86 ff, S. 411 ff, ISBN 978-3-7757-2522-4.